# Serra de les Martines
La Serra de les Martines és una serra situada al municipi de Terrassa a la comarca del Vallès Occidental, amb una elevació màxima de 358 metres.